# King Dinosaur
King Dinosaur is een Amerikaanse film uit 1955. De film is geregisseerd, geproduceerd en deels geschreven door Bert I. Gordon. Hoofdrollen werden vertolkt door William Bryant en Wanda Curtis.

## Verhaal
Een nieuwe planeet genaamd Nova betreedt het zonnestelsel. Vier astronauten worden op een speciale missie gestuurd om de planeet te verkennen daar men hoopt dat de planeet geschikt is voor eventuele kolonisatie. Aanvankelijk vinden de vier op de planeet normale aardse dieren, maar al snel komen ze ook in oog te staan met enorme insecten en een dinosaurus.

## Rolverdeling
| Acteur            | Personage            | Opmerkingen     |
| ----------------- | -------------------- | --------------- |
| William Bryant    | Dr. Ralph Martin     | als Bill Bryant |
| Wanda Curtis      | Dr. Patricia Bennett |                 |
| Douglas Henderson | Dr. Richard Gordon   |                 |
| Patti Gallagher   | Nora Pierce          |                 |
| Marvin Miller     | Verteller            | Stem            |

## Achtergrond
De film werd in slechts 3 dagen geregisseerd. Met deze film maakte Bert I. Gordon zijn debuut.
De film werd bespot in seizoen 2 van Mystery Science Theater 3000. Daarmee was deze film de eerste Bert I. Gordon-film die in MST3K werd behandeld. Later volgden ook nog The Amazing Colossal Man, Earth vs. the Spider, Beginning of the End, Tormented, War of the Colossal Beast, The Magic Sword en Village of the Giants.